# آریل حلوانی
آریل حلوانی (انگلیسی: Ariel Helwani؛ زادهٔ ۸ ژوئیهٔ ۱۹۸۲) روزنامه‌نگار اهل کانادا است، که در زمینه هنرهای رزمی ترکیبی فعالیت می‌کند. وی از سال ۲۰۰۶ میلادی تاکنون مشغول فعالیت بوده‌است.
حلوانی یک روزنامه‌نگار ورزشی کانادایی-آمریکایی است که به خاطر پوشش اخبار هنرهای رزمی ترکیبی (ام‌ام‌ای) و کشتی حرفه‌ای شناخته می‌شود. او بیشتر به خاطر کارش در MMA Fighting شناخته می‌شود، اما برای فاکس و یی‌اس‌پی‌ان نیز کار کرده است. او از سال ۲۰۱۰ هر ساله در مراسم جوایز جهانی ام‌ام‌ای، جایزه روزنامه‌نگار سال ام‌ام‌ای را از آن خود کرده است.